# Cudowny mandaryn

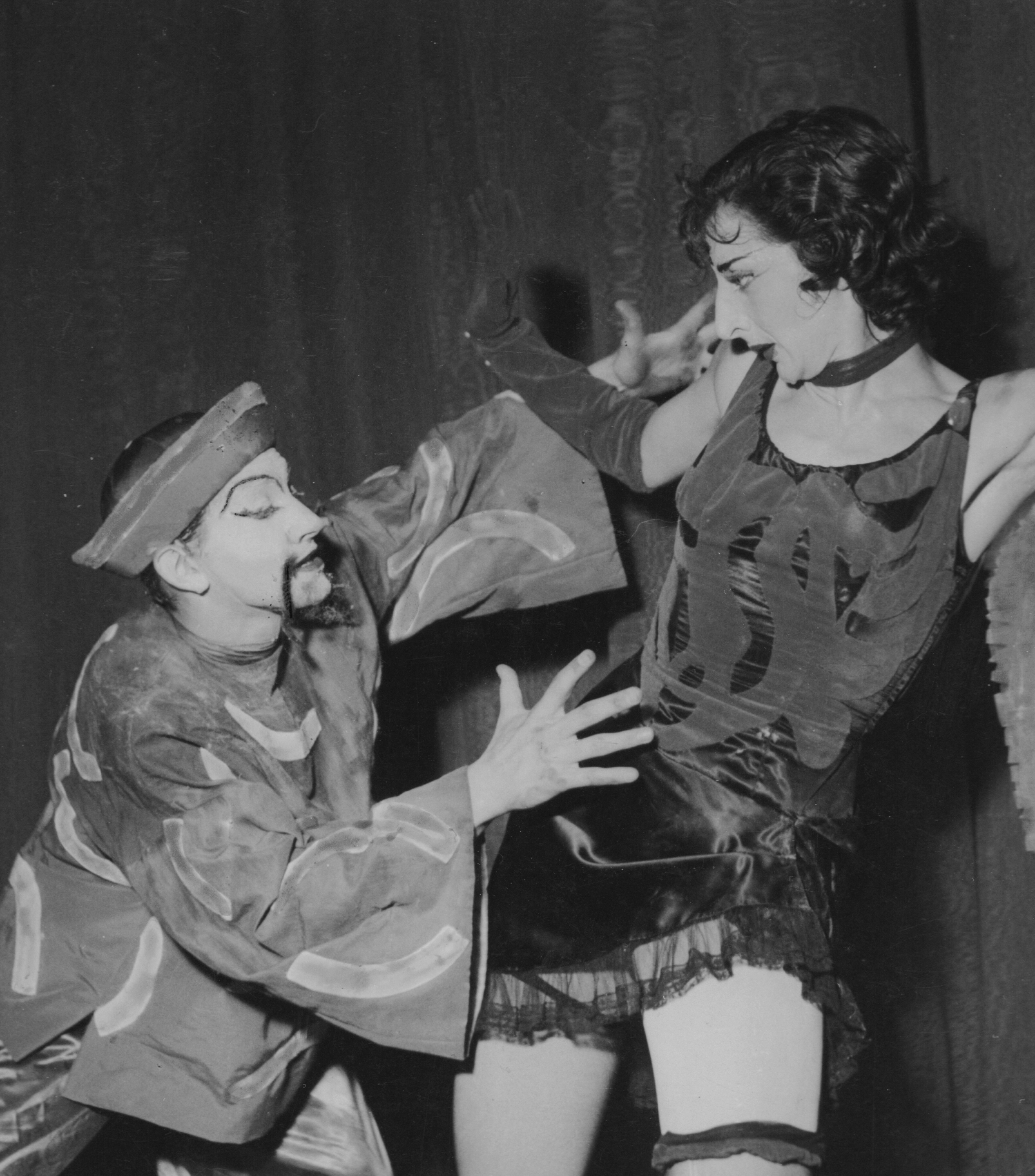

Cudowny mandaryn (A csodálatos Mandarin) – balet-pantomima w 1 akcie. 
- libretto: Manyhért Longyel;
- muzyka: Béla Bartók;
- choreografia: Gyula Harangozó;
- scenografia: Gustav Oláh.

## Pierwsze realizacje
- Prapremiera pantomimy: 27 XI 1927 Kolonia
- Prapremiera w postaci dramatu tanecznego (autoryzowanego przez kompozytora na podstawie prób w Budapeszcie w 1936 i 1938): 1942 Mediolan
- Premiera węgierska (po nieudanych próbach wystawienia dzieła w 1926 i 1931): 9 XII 1945 Budapeszt
- Premiera polska: Gdańsk 27 marca 1960, Opera i Filharmonia Bałtycka.

## Osoby
- Mandaryn
- Dziewczyna
- trzech złoczyńców
- Stary mieszczanin
- Student